# みんなスーパーヒーロー
『みんなスーパーヒーロー』（Superheroes Are Everywhere）は、当時アメリカ合衆国上院議員であったカマラ・ハリスによる児童文学である。イラストはメカル・ルネ・ローが手がけた。原書は2019年1月8日に出版された。日本ではハリスの副大統領就任後となる2021年9月に平凡社より中江有里の翻訳で出版された。

## 内容
ハリスの人生経験に基づき、家族や友人、学校や大学の教師など実生活のあらゆる所にスーパーヒーローが存在していることが語られる。

## 評価
『ブックリスト』ではこの本は「スーパーヒーローにはあなた（読者）を含む誰もがなれるという確かなメッセージを提供している」と評された。同様にコモン・センス・メディアはこの本を「勇気づけられ、高揚感のある本であり、子供たちが自分の周りにいるスーパーヒーローを認識し、彼らのように勇敢で、親切で、役立つ人間になることを約束させてくれる」と評した。

## 配布を巡る誤情報
2021年4月24日付けの『ニューヨーク・ポスト』紙のローラ・イタリアーノの記事でこの本がカリフォルニア州ロングビーチのシェルターに滞在している移民の子供たちに「ウェルカム・キット」として配布されていると報じられた。同施設には図書館に1冊寄贈されたのみであり、この記事は否定された。共和党全国委員会会長のロンナ・マクダニエル、コロラド州議会員のローレン・ボーベルト、アーカンソー州上院議員のトム・コットンらはこの噂を広め、ハリスが納税者の金を自身の懐に入れているのではないかと指摘した。この論争の結果、イタリアーノは自分が故意に虚偽の記事を書いたことを認めて退職した。